# Кианчано Терме
Кианча̀но Тѐрме (на италиански: Chianciano Terme) е градче и община в централна Италия, провинция Сиена, регион Тоскана. Разположено е на 475 m надморска височина. Населението на общината е 7447 души (към 2010 г.).